# Villelongue (Alti Pirenei)
Villelongue è un comune francese di 363 abitanti situato nel dipartimento degli Alti Pirenei nella regione dell'Occitania.

## Società

### Evoluzione demografica
Abitanti censiti